# Karolin (powiat białobrzeski)
Karolin – wieś w Polsce położona w województwie mazowieckim, w powiecie białobrzeskim, w gminie Promna. 
| SIMC    | Nazwa    | Rodzaj    |
| ------- | -------- | --------- |
| 0632817 | Marcelki | część wsi |

Nazwa wsi notowana była w 1882 r. i pochodzi od imienia Karol; została utworzona poprzez dodanie przyrostka -in, który oznaczał m.in. przynależność. 
W latach 1975–1998 miejscowość należała administracyjnie do województwa radomskiego.
Wieś jest sołectwem w gminie Promna. 